# Ищу друга на конец света
«Ищу друга на конец света» (англ. Seeking a Friend for the End of the World) — художественный фильм, снятый режиссёром Лорин Скафарией в 2012 году. Премьера фильма состоялась 18 июня 2012 года на Кинофестивале в Лос-Анджелесе.

## Сюжет
Фильм начинается с сообщения по радио о гибели шаттла «Спасение», который должен был уничтожить приближающийся к Земле громадный астероид размером более 110 км с названием «Матильда», который теперь через 3 недели уничтожит всё живое. Страховой агент Додж Петерсен и его жена в это время сидят в автомобиле у дороги, слушая радио. После этой новости жена Доджа, Линда, молча сбегает из машины по неясной причине.
Телеканалы и радиостанции ведут прямой отсчёт времени до конца света. Каждый человек по-разному хочет провести остаток жизни. В мире отключается мобильная связь и прерывается авиасообщение. Додж продолжает ходить на работу, продавая страховки от конца света, где многие работники уже уволились в преддверии апокалипсиса. Дресс-код отменяется, каждый день объявляется пятницей, а руководящие должности раздаются всем желающим. Возвращаясь домой, Додж пытается объяснить уборщице Эльзе, что больше нет необходимости приходить, но она принимает за попытку уволить её, и Додж берёт свои слова обратно.
Додж посещает вечеринку друга, на которой снимаются все прежние табу — родители угощают детей алкоголем, одни надевают то, что не успели поносить ранее, другие меняют сексуального партнёра каждый день, уже беспечно относясь к ухаживаниям и предохранению. После возвращения в свою квартиру Додж находит старую фотографию и вспоминает свою школьную любовь Оливию. В это время он обнаруживает на пожарной лестнице плачущую Пенни, которая говорит, что порвала со своим парнем Оуэном, и что она никогда не увидит своих родителей, живущих в Англии. Вернувшись в свою квартиру, Пенни передаёт несколько попавших к ней по ошибке писем и говорит, что у Линды был роман с другим мужчиной.
Не зная, что делать дальше, Додж пытается совершить в парке самоубийство, выпив бутылку стеклоочистителя. Однако попытка заканчивается неудачей, на следующий день Додж просыпается в парке, обнаруживая бумажку с надписью «Извините» на своём свитере и бездомного пса, которого Додж называет Сорри (с англ. «Извините») и берёт с собой. Читая дома переданные письма, он находит письмо от Оливии, где она сожалеет о расставании и говорит, что он был любовью всей её жизни. Ночью в городе вспыхивают беспорядки. По телевидению передают, что беспорядки охватили всю страну, поскольку погромщикам в преддверии конца света уже нечего терять. Додж бежит предупредить Пенни, сталкиваясь с нытиком Оуэном, который не понимает намерений Доджа. Пенни и Додж уезжают на её автомобиле, оставляя Оуэна наедине с погромщиками, по пути Додж обещает Пенни помочь ей встретиться с её родителями, если она отвезёт его к Оливии.
После того, как топливо в машине закончилось, Додж и Пенни идут по пустынной дороге. Додж обвиняет Пенни в том, что она не передала ему письмо от Оливии три месяца назад. Та хочет загладить свою вину и останавливает едущий пикап. Водитель грузовика рассказывает попутчикам историю своей жизни. Во время остановки водитель спрашивает Доджа, как он собирается его убить, на что Додж не знает что ответить, в это время пуля попадает водителю в шею. Как оказалось, он специально нанял киллеров для своего убийства, ибо самоубийц в рай не берут. Похоронив водителя, Додж и Пенни берут его автомобиль и останавливаются в придорожном кафе, где Пенни игриво заявляет, что у Доджа сегодня день рождения. В кафе обкуренные официанты занимаются любовью с пьяными посетителями, все вместе веселятся и прекрасно проводят время. Вскоре их останавливает полицейский за превышение скорости, который, узнав об отсутствии прав на машину, сажает их в тюрьму. Позднее шериф выпускает их на свободу, сетуя на принципиальность арестовавшего их полицейского, и довозит их до Камдена, где живёт Спек, бывший парень Пенни.
Спек вместе со своими друзьями оборудовал бомбоубежище с запасами на полгода и видит себя лидером постапокалиптического общества. Он сообщает Пенни, что у него есть спутниковый телефон, по которому Пенни созванивается со своей семьёй. Пенни сообщает, что она не будет оставаться, потому что обещала Доджу отвезти его к Оливии. Спек одалживает им один из своих автомобилей, напутствуя Доджу беречь Пенни. Они направляются к дому, адрес которого был указан в письме Оливии, но там не оказывается никого. Додж засыпает на диване, а Пенни готовит еду. Вечером они вместе ужинают и болтают о разной сентиментальной ерунде. Случайно Пенни в кухонном столе обнаруживает письмо, в котором указан новый адрес Оливии, и Додж с Пенни следующим утром направляются туда. К большому сожалению Пенни, Додж направляется к двери дома, но через несколько минут возвращается назад, сказав, что оставил Оливии записку, отказываясь дать внятное объяснение своим действиям.
По дороге их автомобиль едва не врезается в колонну паломников. Пара присоединяется к толпе, идущей на пляж. Находясь на пляже, Додж и Пенни уже не скрывают нежных чувств друг к другу.
Позднее Додж и Пенни приезжают в Сомерсет к Фрэнку, который удивлён, и вместе с тем, рад приезду Доджа. Фрэнк — отец Доджа, с которым он не виделся 25 лет. Додж и Фрэнк начинают спорить, но в конце концов мирятся. Ночью Додж берёт спящую Пенни и несёт в легкомоторный самолёт, которым управляет Фрэнк, и говорит ей на ухо, что она любовь всей его жизни. Додж с грустью смотрит вослед улетающему самолёту.
Возвращаясь домой, Додж с удивлением обнаруживает дома Эльзу и пытается убедить её идти домой к своей семье, которая вновь не понимает его. Он включает телевизор, где телеведущий в опустевшей студии сообщает о том, что по уточнённым данным астероид прибудет на Землю на неделю раньше первоначального срока и до конца света остаётся 16 часов 26 минут, и завершает свой последний эфир.
Оставшееся время Додж, забравшись в квартиру Пенни, слушает виниловые пластинки из её коллекции. Внезапно гаснет свет. В темноте в гостиной Додж обнаруживает Пенни, которая спрашивает, как Додж мог так просто отпустить её, и говорит о том, что, проснувшись, она велела развернуть самолёт обратно. Додж говорит, что сделал глупость. В последние моменты Додж и Пенни лежат в постели и разговаривают о семье. Во время постепенного разрушения Земли из-за наставшего падения астероида, Додж успокаивает Пенни и признается: «Я с ума по тебе схожу». Пенни говорит, что надеялась на их спасение, на что Додж отвечает, что они уже спасли друг друга и что он счастлив, встретив её. В последний момент Пенни улыбается сквозь слёзы, и фильм заканчивается надвигающейся белой вспышкой сзади неё.

## В ролях
- Стив Карелл — Додж Петерсен
- Кира Найтли — Пенелопа «Пенни» Локхарт
- Уильям Петерсен — Глен, водитель грузовика
- Адам Броди — Оуэн, парень Пенни
- Конни Бриттон — Диана
- Мелани Лински — Карен
- Роб Кордри — Уоррен
- Дерек Люк — Спек, бывший парень Пенни
- Тонита Кастро — Эльза, уборщица
- Джим О’Хейр — шериф
- Мартин Шин — Фрэнк, отец Доджа
- Нэнси Карелл — Линда, жена Доджа

## Создание фильма
Фильм стал дебютной режиссёрской работой Лорен Скафарии. Съёмки фильма были начаты в мае 2011 года в Лос-Анджелесе незадолго до предсказанного американским сектантом Гарольдом Кэмпингом конца света, назначенного на 21 мая. По словам самой Скафарии, она «хотела бы сохранить сценарий на самом человеческом уровне и рассказать историю отношений, того, что люди будут делать, и как масштабные события затронут человека с чувствами по отношению к другому человеку».

## Прокат
В Канаде и США фильм вышел в прокат 22 июня 2012 года, в Израиле и Таиланде — 12 июля 2012 года, в России — 19 июля 2012 года, в Мексике и Турции — 14 сентября 2012 года.

## Критика
Фильм получил смешанные отзывы критиков:
Подбор актеров в «Ищу друга» впечатляет своей нелогичностью — но главная проблема фильма Лорен Скафария даже не в кастинге, а в неспособности сценария хоть сколько-то оригинально задействовать апокалиптические обстоятельства. Что делать, когда смерть рядом? Конечно, послушать старые виниловые пластинки. Или отправиться на пляж с кучкой просветленных незнакомцев в робах. Само собой, никто не ждет от подобного кино серьезных высказываний, хватило бы и элементарной, но искренней душещипательности — увы.Дарья Серебряная, «TimeOut»
Это кино – замечательный и профессиональный ответ независимого режиссера на картины конца 90-х о борьбе с падающими астероидами. 
Как режиссер Лорэн Скафариа не делает ничего революционного, и это к лучшему для героев, чьи дружба и горести оказываются в центре внимания. По мере того, как приближается трагическая развязка, Скафариа, не пытаясь отвлечь зрителя от неизбежного, находит некое равновесие. Да, мира, каким мы его знали, больше не будет. Но вы будете счастливы.Иан Фрир, «Фильм.ру»
Любые упреки в банальности попадут в цель: сюжет органично составлен из тысячи других кадров разных лент (от «Ночи живых мертвецов» до «Завтрака у Тиффани»). Даже известная заранее развязка отсылает не то к картине «Последняя любовь на Земле» с МакГрегором и Грин, не то к пьесе Ионеско «Король умирает». С первых кадров становится понятна и судьба героев, и большинство поворотов сюжета. Но парадокс ленты в том, что она интересна только как архитипичное повествование, чуть только история делает шаг в сторону с давно проторенного пути, сюжет начинает провисать.Алексей Филиппов, «Кино-Театр.ру»